# Gumersind Brunet Castells
Gumersind Brunet Castells (Barcelona, 1905- França ?) fou un dirigent esportiu.
Va ser president de la secció de gimnàstica i esports de l'Ateneu Enciclopèdic Popular entre 1928 i 1939, i vicepresident del mateix Ateneu entre 1936 i 1939. També va ser membre de la junta directiva de la Federació Catalana de Lluita l'any 1933 i president de la Federació Catalana d'Atletisme entre gener i setembre de 1935. També entre 1934 i 1935 va ser president del Club Acció Atlètica, que editava la revista Atletisme, un referent en aquella època. Després de deixar la presidència, al mes de març de 1936 va ser elegit secretari del Comitè Català Pro Esports Populars (CCEP), organisme que havia d'organitzar l'Olimpíada Popular de Barcelona. Posteriorment, a finals d'octubre de 1936, i ja en plena Guerra Civil, va ser elegit membre del Comissariat de Cultura Física i Esports com a delegat de la CNT, i el 1937 es va integrar a l'exèrcit del Govern republicà, en el qual va fer d'instructor del seu campament de monitors de cultura física, i com a tinent va participar activament en el conflicte bèl·lic, després del qual es va exiliar a França, on va morir.